# Застава М07
Застава М07 — снайперская винтовка сербского производства выполненная по схеме затвора Mauser M98.
Тяжелый ствол выполнен из хром-ванадиевой стали, методом холодной ковки, что обеспечивает исключительную кучность, точность и долгий срок эксплуатации. Резьба на конце ствола позволяет установку аксессуаров (пламегасителя или глушителя) и защищена резьбовым кольцом.
Приемник затвора многоугольной формы со встроенной планкой Пикатинни позволяет установку оптических приборов. Ударно-спусковой механизм регулируемый. Механический предохранитель имеет три положения: полная блокировка, возможность выстрелить и безопасное положение, позволяющее разблокировать затвор, но блокирующее возможность выстрелить.
Ложа эргономическая, может быть отрегулирована в соответствии с потребностями стрелка. Имеется вариант деревянной и композитной ложи.
Винтовка выпускается в армейском и гражданском исполнениях.
Гражданская версия Застава М07 Матч, базирующаяся на модели Застава М808, имеет деревянную эргономичную ложу.
Под тем же наименованием выпускается крупнокалиберный пулемёт M07 — вариант пулемёта Застава М87/Застава М02, являющегося копией НСВ-12,7.